# Сервіс (Свентокшиське воєводство)
Сервіс (пол. Serwis) — село в Польщі, у гміні Нова Слупя Келецького повіту Свентокшиського воєводства.
Населення — 328 осіб (2011).
У 1975-1998 роках село належало до Келецького воєводства.

## Демографія
Демографічна структура на день 31 березня 2011 року:
|          | Загалом | Допрацездатний вік | Працездатний вік | Постпрацездатний вік |
| -------- | ------- | ------------------ | ---------------- | -------------------- |
| Чоловіки | 163     | 28                 | 118              | 17                   |
| Жінки    | 165     | 32                 | 97               | 36                   |
| Разом    | 328     | 60                 | 215              | 53                   |